# Red Turkey
Red Turkey est une variété ancienne de blé dur d'hiver cultivée aux États-Unis, originaire du sud de l'Ukraine. Les immigrants mennonites venus de Russie ont apporté ce blé au Kansas dans les années 1870. Il est devenu « le grand-père de tous les autres blés roux d'hiver cultivés aux États-Unis ». Et il a fait du Kansas le plus grand État producteur de blé du pays, avec une moyenne de 328 millions de boisseaux par an.

## Histoire
Avant 1772, une grande partie de l’Ukraine occidentale était « occupée » par la Pologne et collectait, grâce au contrôle des voies de communication, les produits céréaliers venant de l'est de l'Ukraine. La Pologne était alors située plus à l’Est et plus vaste, d'où le nom assez général de « blé de Pologne » pour les blés importés des riches terres d'Ukraine, pays qui n'a acquis son indépendance qu'à la fin du XXe siècle. Cette expression de « blé de Pologne » est ensuite restée, a expliqué le généticien, spécialiste en céréales Stefan Symko, dans un chapitre sur l’« Histoire du blé ukrainien ». Beaucoup de variétés de blés anciens réputés, en France (blé Noé), au Canada (Blé 'Red Fife'), ou aux États-Unis ('Red Turkey') proviennent d’Ukraine occidentale ou orientale.
Les immigrants mennonites s'étaient d'abord réfugiés en Russie à la fin du XVIIIe siècle. Mais ils ont dû fuir quand celle-ci leur est devenue hostile dans les années 1870. En 1873, la production de blé du Kansas approche des 4,5 millions de boisseaux et ils ont déjà planté leurs semences sur les riches terres agricoles des environs de Goessel, Newton, Halstead et Moundridge, dans un État de la Corn Belt, c'est-à-dire acquis au maïs.
Ils sont menés par Bernhard Warkentin, né en Crimée et meunier à Altona, arrivé aux États-Unis en 1871, après avoir traversé le Canada, les Dakotas, et le Minnesota avec un premier groupe de Mennonites venus étudier les conditions de leur implantation. Il devint un meunier très célèbre à Newton (Kansas), après avoir négocié avec la compagnie de chemin de fer Atchison, Topeka & Santa Fe pour obtenir des tarifs de transports favorables à la culture des céréales. Les arrivants essaient leurs semences de blé sous l'autorité d'un représentant du ministère américain de l'Agriculture. En 1885, une livraison importante de semences de Russie arrive au Kansas pour sa distribution aux fermiers. En 1900, la Kansas State Millers Association et la Kansas State Dealers Association demandent à Bernhard Warkentin l'importation, à plus grande échelle, d'environ 15000 boisseaux de cette semence.
Il s'agissait d'un blé ukrainien qui avait été cultivé en Crimée et dénommé Krymka. Cette variété appartenait au groupe des blés durs d'hiver de Crimée ou Krymki (pluriel ukrainien de Krymka). Les blés désignés par ces noms étaient identiques à la variété ukrainienne appelée 'Kharkiv', introduite elle aussi aux États-Unis, en provenance de la ville de Kharkiv, mais en deux occasions distinctes en 1900 dans l'espoir qu'il pourrait résister davantage au gel.
Les fermiers du Kansas ont apprécié le 'Red Turkey' parce qu'il était assez robuste pour survivre aux hivers froids et secs du Kansas, mais sa hauteur de 4 pieds le rendait vulnérable aux dommages causés par le vent et la grêle. À mesure que la culture se propageait au Canada, il a reçu divers noms : 'Alberta Red', 'Winter Red' et 'Turkey Red'. Dans le  Kansas, il a été largement remplacé par des hybrides plus courts et plus productifs vers le milieu des années 1940.